# Rhopalopsole longicerca
Rhopalopsole longicerca är en bäcksländeart som beskrevs av Kawai 1968. Rhopalopsole longicerca ingår i släktet Rhopalopsole och familjen smalbäcksländor. Inga underarter finns listade i Catalogue of Life.